# حمض الأسكوربيك
حمض الأسكوربيك  هو مركب عضوي مضاد لمرض الاسقربوط حيث يمنع ويعالج هذا المرض. ومرض الاسقربوط أو ما يسمى بمرض بارلو هو ضعف الشعيرات الدموية وإذا لم يحصل المرء على حاجته من فيتامين ج في الغذاء فإن أي جرح يصيب الإنسان لن يبرأ بسهولة، كما يجعله عرضة للإصابة بالجروح. أما الشعيرات الدموية الدقيقة، فتبلغ درجة من الضعف إلى حد انها تصبح عرضة للثقب بمجرد تعرضها إلى ضغط بسيط، كما يتقرح الفم واللثة وتنزف اللثة وقد تتخلخل الأسنان ويفقد المريض شهيته للطعام ويصاب بآلام في المفاصل، كما يصيبه الأرق والملل وقد يتطور الحال إلى الإصابة بالانيميا. كما قد تحدث غرغرينا في اللثة مما يؤدي إلى سقوط الأسنان. وكان البحارة هم أكثر من يصابون بمرض الاسقربوط حيث كان غذاؤهم قديماً لحم البقر المملح والبسكويت الجاف، وقد قيل ان المستكشف البرتغالي فاسكو دا غاما فقد ما بين 100 إلى 170 من رجاله بسبب مرض الاسقربوط. وفي عام 1753م، اثبت الطبيب الإسكتلندي جيمس لند ان تناول البرتقال والليمون يؤدي إلى الشفاء من مرض الاسقربوط وان إضافة عصير الليمون إلى الطعام يمنع الإصابة بهذا المرض. وفي عام 1795م أخذت البحرية البريطانية بنصيحة الطبيب الإسكتلندي وبدأت توزع حصصاً يومية من العصير على رجالها.